# ЕТО Парк

Стадион ЕТО Парк (мађ. ETO Park komplexum) је вишенаменски стадион у Ђеру, у Мађарској. Првенствено се користи за фудбал и дом је Гиори ЕТО. Отворен 2008. као замена за Стадион ЕТО, стадион има капацитет од 15.600 људи.
Комплекс стадиона такође укључује три травната терена за вежбање и један синтетички терен за тренинг, као и два затворена терена.

## Историја
Објављено је, 26. фебруара 2011, да ће сектори стадиона добити имена по 40 легендарних бивших играча Ђера.
ЕТО Парк Хотел је отворен 17. октобра 2012. године, На церемонији отварања присуствовали су Жолт Боркаи, градоначелник Ђера и Петер Сијарто, мађарски посланик.
Дана 8. јула 2013. године, објављено је да ће 11. августа 2013. Ђер угостити Бајерн Минхен како би прославили 20. годишњицу Ауди Хунгариа Мотор Кфт. 

## Значајне утакмице
| Утакмица                    | Домаћин | Гост  | Противник       | Датум            | Такмичење                   |
| --------------------------- | ------- | ----- | --------------- | ---------------- | --------------------------- |
| Прва утакмица               | Ђер     |       |                 |                  | Пријатељска                 |
| Прва прволигашка утакмица   | Ђер     |       | Мађарска        |                  |                             |
| Прва куп утакмица           | Ђер     |       |                 |                  |                             |
| Прва лига куп утакмица      | Ђер     |       |                 |                  |                             |
| Прва утакмица Лиге Европе   | Ђер     |       |                 |                  |                             |
| Прва утакмица Лиге шампиона | Ђер     | 0 : 2 | Макаби Тел Авив | 17. јул 2013     | УЕФА Лига шампиона 2013/14. |
| Прва утакмица Ауди купа     | Ђер     | 1 : 4 | Бајерн Минхен   | 11. август 2013. | Ауди моторс Хунгарија       |

## Међународне утакмице
| Бр. | Датум             | Домаћин  | Резултат | Гост     | Такмичење   |
| --- | ----------------- | -------- | -------- | -------- | ----------- |
| 1.  | 3. март 2010.     | Мађарска | 1 : 1    | Русија   | Пријатељска |
| 2.  | 29. фебруар 2012. | Мађарска | 1 : 1    | Бугарска | Пријатељска |
| 3.  | 6. јун 2013.      | Мађарска | 1 : 0    | Кувајт   | Пријатељска |
| 4.  | 5. март 2014.     | Мађарска | 1 : 2    | Финска   | Пријатељска |

## Посета
Од 11. априла 2017.
| Сезона  | Просек |
| ------- | ------ |
| 2008/09 | 3.147  |
| 2009/10 | 2.773  |
| 2010/11 | 2.300  |
| 2011/12 | 4.467  |
| 2012/13 | 4.627  |
| 2013/14 | 2.927  |
| 2014/15 | 2.725  |
| 2015/16 | 1.750  |
| 2016/17 | 1.237  |

## Галерија
- Ђер против Вашаша 1. маја 2009.
- Поглед из хотела
- Мађарска против Бугарске
- Стадион
- Позадина хотела
- Поред хотела